# Oakland Clippers
Gli Oakland Clippers furono un club calcistico statunitense esistito ad Oakland al termine degli anni sessanta. Esordirono nel campionato NPSL I, entrando a far parte, l'anno successivo, nella neonata NASL. Giocavano le loro partite interne nel Oakland Alameda County Coliseum.

## Storia
Il club fu fondato nel 1967 per prendere parte al neonato campionato NPSL, che vinse in maniera trionfale, arrivando prima nel girone della Western division e sconfiggendo poi nella finale i Baltimore Bays con un 4-2 complessivo. L'anno seguente, i Clippers parteciparono con minor fortuna alla prima edizione del campionato NASL, non riuscendo a qualificarsi per i playoff.
Nel 1969 la franchigia venne ridenominata "California Clippers" e giocò alcuni incontri d'esibizione. Coinvolta nella crisi economica che colpì la NASL, non riuscì a iscriversi al campionato del 1969 e chiuse definitivamente i battenti.

## Allenatori
- Ivan Toplak (1967-1969)

## Palmarès
- NPSL I: 1

1967
- Prime scelte per il team All Stars:

1967 (Mirko Stojanović, Melvyn Scott, Ilija Mitić, Mario Baesso).